# Bibliothèque de Durning
 (septembre 2020).
 (août 2020).
Si vous disposez d'ouvrages ou d'articles de référence ou si vous connaissez des sites web de qualité traitant du thème abordé ici, merci de compléter l'article en donnant les références utiles à sa vérifiabilité et en les liant à la section « Notes et références ».
Pour les articles homonymes, voir Durning.
La Bibliothèque de Durning (en anglais Durning Library) est une bibliothèque publique de prêt située à Kennington, à Londres. Elle fait partie des bibliothèques de Lambeth dans le quartier londonien de Lambeth et se trouve dans un bâtiment classé Grade II spécialement construit au 167 Kennington Lane à Kennington.
La bibliothèque de Durning a été construite en 1889, conçue par Sidney R. J. Smith (en), l'architecte de la Tate Britain, dans le style néo-gothique. C'était un cadeau fait aux habitants de Kennington par Jemina Durning Smith.